# Alessandro Spagna

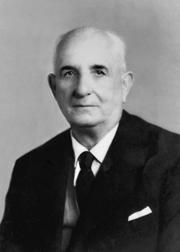
Senator Alessandro Spagna

Alessandro Spagna (Syracuse, 10 oktober 1890 – aldaar, 21 december 1972) was een politicus in Italië. Hij behoorde tot een politieke groepering van onafhankelijke linkse politici.
Spagna groeide op in Sicilië, in het koninkrijk Italië. Hij werd landbouwer in Syracuse. Hij werd zowel burgemeester van Syracuse (1952-1952) als senator van de republiek (1953-1958). In de senaat zetelde hij in de Commissie voor Staatsfinanciën en deze voor Landbouw en Voeding. 